# Ještěrohlavcovití
Ještěrohlavcovití (Synodontidae) jsou dravé ryby vyskytující se v teplých mořích. Vyskytují se převážně na mělčinách, kde zahrabaní v písku číhají na svou kořist. K tomuto účelu využívají krycí zbarvení. Mají množství ostrých zubů, nejen v čelistech, ale i na jazyku. Dorůstají délky 20–50 cm.
Čeleď Synodotidae zahrnuje následující rody:
- Harpadon
- Saurida
- Synodus
- Trachinocephalus